# Gustaf Larson
Gustaf Larson, né le 1er janvier 1884 et mort le 31 décembre 1962, est un architecte suédois.
Il a conçu, durant la crise du logement qu'a connu la capitale suédoise durant et après la Première Guerre mondiale, plusieurs ensembles de logements d'urgence à Stockholm.